# Алпамайо
Алпамайо (на испански: Alpamayo) е планина в северната част на перуанската Кордилера Бланка, Анди.
Планината е назована на името на селото Алпамайо (кечуаAllpamayu: allpa = земя; mayu = река: земна река). Локалното име е Shuyturahu (shuytu = тънък и дълъг, пирамида; rahu = снежна планина, глетчер). Алпамайо се смята за една от най-красивите планини в света.
Заради своята отдалеченост и трудно достъпното положение, този трапец от лед и сняг става едва през XX век познат в Европа. След три успешни европейски експедиции (Австрия 1936, Швейцария 1948, Франция-Белгия 1951) следва и първото окончателно изкачване. На 19 юни 1957 немските алпинисти: Гюнтер Хойзер, Бернхард Хун, Фридрих Кнаус и Хорст Видман достигат успешно върха на южния хребет.
Едва през 1975 година е съставен истинският маршрут на изкачване. Пътят е наречен на италианския алпинист Казимира Ферари. През лятото на 1975 заедно с Д. Боргоново, П. Кастелново, Пино Негри, Сандро Лиати и Анджело Дзоя те триумфират над планината.